# Kathryn Givney
Kathryn Givney, née le 27 octobre 1896 à Rhinelander (Wisconsin) et morte le 16 mars 1978 à Los Angeles (quartier de Hollywood, Californie), est une actrice américaine.

## Biographie
Kathryn Givney entame sa carrière au théâtre et joue notamment dans des pièces à Broadway (New York) entre 1927 et 1946, dont The Behavior of Mrs. Crane de Harry Segall (1928, avec Walter Connolly et Isobel Elsom) et Pamplemousse d'André Birabeau (1941, avec Rolfe Sedan et Walter Slezak).
Au cinéma, en raison de ses activités sur les planches, elle contribue à seulement quatre films avant 1946 (deux en 1930 — dont un court métrage —, le troisième en 1931, le quatrième — à nouveau un court métrage — en 1943). Après sa dernière prestation à Broadway, elle apparaît régulièrement au grand écran entre 1948 et 1969 (Histoire d'un meurtre de Robert Sparr).
Parmi ses films notables, mentionnons Ma bonne amie Irma de George Marshall (1949, avec Don DeFore et Diana Lynn), Une place au soleil de George Stevens (1951, avec Montgomery Clift et Elizabeth Taylor), Blanches colombes et vilains messieurs de Joseph L. Mankiewicz (1955, avec Marlon Brando et Jean Simmons), ou encore Les Quatre Cavaliers de l'Apocalypse de Vincente Minnelli (1962, avec Glenn Ford et Ingrid Thulin).
À la télévision américaine, Kathryn Givrey contribue surtout à des séries entre 1952 et 1972, dont Alfred Hitchcock présente (deux épisodes, 1956-1961), Perry Mason (trois épisodes, 1959-1962) et Adèle (quatre épisodes, 1962-1966).

## Théâtre à Broadway (intégrale)
- 1927 : Ballyhoo de Kate Horton, mise en scène de Richard Boleslawski : Judy MacDonald
- 1927 : We Hall Do de Knud Wiberg et Marcel Strauss : Comtesse d'Albini
- 1927-1928 : Nighstick de J. C. et Elliott Nugent, John Griffith Wray et Elaine S. Carrington : Daisy Thomas
- 1928 : The Behavior of Mrs. Crane de Harry Segall : Edith Hayes
- 1931 : Peter Flies High de Myron C. Fagan : Mme Brooks
- 1932-1933 : Absent Father de Francis DeWitt : Anne
- 1934 : Lost Horizons de Harry Segall : Rita Rogers
- 1935 : If This Be Treason de John Haynes Holmes et Reginald Lawrence : Mlle Folwell
- 1937 : Fulton of Oak Falls de George M. Cohan : Mme John Tilson
- 1937-1938 : One Thing After Another de Sheldon Noble : Kay Trevor
- 1939 : The Happiest Days de Charlotte Armstrong, mise en scène de Marc Connelly : Dorothy Chapin
- 1941 : Pamplemousse (Little Dark Horse) d'André Birabeau, adaptation de Theresa Hellburn : Mme Vellenaud
- 1942 : The Flowers of Virtue de (et mise en scène par) Marc Connelly : Maude Bemis
- 1943-1944 : Tomorrow the World de James Gow et Arnaud D'Usseau, mise en scène d'Elliott Nugent : Jessie Frame
- 1944 : Wallflower de Mary Orr et Reginald Denham : Jessamine Linnet
- 1945 : Good Night, Ladies de Cyrus Wood (d'après Ladies' Night d'Avery Hopwood et Charlton Andrews) : Theresa Tarleton
- 1946 : This, Too, Shall Pass de (et mise en scène par) Don Appell : Martha Alexander

## Filmographie partielle

### Cinéma
- 1948 : Les Filles du major (Isn't It Romantic?) de Norman Z. McLeod : Clarissa Thayer
- 1949 : La Rue de la mort (Side Street) d'Anthony Mann : l'infirmière Carter
- 1949 : Ma bonne amie Irma (My Friend Irma) de George Marshall : Mme Rhinelander
- 1951 : L'Âge d'aimer (Too Young to Kiss) de Robert Z. Leonard : Mlle Benson
- 1951 : Rudolph Valentino, le grand séducteur (Valentino) de Lewis Allen : Mme Williams
- 1951 : Lightning Strikes Twice de King Vidor : Myra Nolan
- 1951 : Une place au soleil (A Place in the Sun) de George Stevens : Louise Eastman
- 1951 : Double Crossbones de Charles Barton : Lady Montrose
- 1951 : Opération dans le Pacifique (Operation Pacific) de George Waggner : Commandante Steele
- 1953 : Remarions-nous (Let's Do It Again) d'Alexander Hall : Mme Randolph
- 1954 : La Fontaine des amours (Three Coins in the Corner) de Jean Negulesco : Mme Burgoyne
- 1955 : Blanches Colombes et Vilains Messieurs (Guys and Dolls') de Joseph L. Mankiewicz : Générale Cartwright
- 1955 : L'Étreinte du destin (Count Three and Pray) de George Sherman
- 1955 : Madame de Coventry (Lady Godiva of Coventry) d'Arthur Lubin : la mère abbesse
- 1955 : Papa longues jambes (Daddy Long Legs) de Jean Negulesco : Gertrude Pendleton
- 1956 : Intrigue au Congo (Congo Crossing) de Joseph Pevney : Amelia Abbott
- 1957 : Les Naufragés de l'autocar (The Wayward Bus) de Victor Vicas : Bernice Pritchard
- 1958 : Un certain sourire (A Certain Smile) de Jean Negulesco : Mme Griot
- 1959 : L'Homme dans le filet (The Man in the Net) de Michael Curtiz : Mme Carey
- 1961 : Du haut de la terrasse (From the Terrace) de Mark Robson : Mme St. John
- 1962 : Les Quatre Cavaliers de l'Apocalypse (The Four Horsemen of the Apocalypse) de Vincente Minnelli : Elena von Hartrott
- 1962 : Un soupçon de vison (That Touch of Mink) de Delbert Mann : Evelyn Haskell
- 1969 : Histoire d'un meurtre (Once You Kissa Stranger…) de Robert Sparr : tante Margaret

### Télévision
Séries
- 1956-1961 : Alfred Hitchcock présente (Alfred Hitchcock Presents)
  - Saison 2, épisode 1 Jour de pluie (Wet Saturday, 1956) d'Alfred Hitchcock : Mme Princey
  - Saison 6, épisode 34 Servant Problem (1961) d'Alan Crosland Jr. : Mme Colton
- 1958 : Suspicion, saison unique, épisode 28 Le Chemin du paradis (The Way Up to Heaven) de Herschel Daugherty : Jane
- 1959-1962 : Perry Mason
  - Saison 2, épisode 26 The Case of the Dangerous Dowager (1959) de Buzz Kulik : Matilda Benson
  - Saison 3, épisode 20 The Case of the Crying Cherub (1960) de William D. Russell : Amelia Harkens
  - Saison 5, épisode 20 The Case of the Poison Pen-Pal (1962) d'Arthur Marks : Wilma Gregson
- 1960 : Hong Kong, saison unique, épisode 8 Colonel Cat de Budd Boetticher : Mme Dalman
- 1962-1966 : Adèle (Hazel)
  - Saison 1, épisode 18 Hazel's Secret Wish (1962) de William D. Russell : Mme Forbes-Craigie
  - Saison 3, épisode 28 Arrivederci, Mr. B (1964) de William D. Russell : Mme Hampton
  - Saison 5, épisode 11 The Crush (1965 - Mlle Warren) de William D. Russell et épisode 26 Bee in Her Bonnet (1966 - Mme Fillmore) de Hal Cooper
- 1963 : 77 Sunset Strip, saison 5, épisode 35 The Checkmate Caper de George Waggner : Lucy Carmichael
- 1965 : Le Virginien (The Virginian), saison 3, épisode 21 A Slight Case of Charity de Richard Benedict : Caroline Prescott
- 1966 : Sur la piste du crime (The F.B.I.), saison 1, épisode 17 The Chameleon de Don Medford : Evelyn Raymond
- 1966 : Cher oncle Bill (Family Affair), saison 1, épisode 13 The Thursday Man de William D. Russell : Mme Allenby